# 小行星1686
小行星1686（1686 De Sitter）是一個位於小行星帶的小行星，由天文學家亨德里克·范根特於1935年9月28日發現於南非約翰尼斯堡。
該小行星以荷蘭天文學家威廉·德西特命名。

## 外部連結
- JPL Small-Body Database Browser on 1686 De Sitter

| 前一小行星： 1685 Toro | 小行星列表 | 後一小行星： 1687 Glarona |